# Лейк, Элис
Элис Лейк (англ. Alice Lake; 12 сентября 1895 — 15 ноября 1967) — американская киноактриса. Она начала свою карьеру в эпоху немого кино и часто выступала в комедийных короткометражках Роско Арбакла.

## Биография
Родилась в Бруклине, Нью-Йорк, Лейк начала свою карьеру в качестве танцовщицы. Она дебютировала на экране в 1912 году в комедийной короткометражке Мака Сеннета «Картинный идол». Лейк также сыграла роли в фильмах Роско Арбакла «О, доктор!» (1917) и «Повар» (1918), главные роли в которых исполнил Бастер Китон.
Лейк также играла в драматической роли с Бертом Литллом в фильмах «Возмездие Блэки» и «Логово льва» 1919. В течение 1920-х она появилась в ряде немых фильмов Метро-Голдвин-Майер как ведущая актриса. В разгар своей карьеры она зарабатывала по $ 1200 в неделю. После появления звукового кино, её популярность в фильмах пошла на спад, и она начала исполнять только второстепенные роли. Её последним появлением в кино была эпизодическая роль в фильме «Фриско Кид» (1935).
В марте 1924 Лейк вышла замуж за актёра Роберта Уильямса, но они расстались в 1925 году. Пара расставалась и воссоединялась три раза, прежде чем они расстались окончательно. Уильямс был актёром водевилей, он так же появлялся в ряде театральных постановок. Ранее он был женат на певице Марион Харрис.
Лейк умерла от сердечного приступа в санатории в Голливуде, Калифорния, в возрасте 71 года. Она похоронена на кладбище «Valhalla Memorial Park Cemetery» в Северном Голливуде. За вклад в киноиндустрию, Элис Лейк имеет звезду на Аллее славы в Голливуде на 1620 Вайн-стрит.

## Частичная фильмография
- 1916 — Самогонщики / The Moonshiners
- 1916 — Бал официантов / The Waiters' Ball
- 1916 — Романтика Кримпафф / A Creampuff Romance
- 1917 — Помощник мясника / The Butcher Boy — (в титрах не указана)
- 1917 — Беспечный Ромео / A Reckless Romeo — девушка в парке
- 1917 — Грубый дом / The Rough House
- 1917 — Его брачная ночь / His Wedding Night
- 1917 — О, Доктор! / Oh Doctor! — прислуга
- 1917 — Техасский Сфинкс / The Texas Sphinx
- 1917 — Кони-Айленд / Coney Island
- 1917 — Сельский герой / A Country Hero
- 1918 — Дикий Запад / Out West
- 1918 — Коридорный / The Bell Boy
- 1918 — Самогон / Moonshine
- 1918 — Спокойной ночи, сестричка! / Good Night, Nurse!
- 1919 — Кемпинг / Camping Out
- 1919 — Герой пустыни / A Desert Hero
- 1920 — Гараж / The Garage
- 1921 — Отверстие в стене / The Hole in the Wall
- 1922 — Я — Закон / I Am the Law
- 1923 — Неизвестный пурпур / The Unknown Purple
- 1934 — Девушка из Миссури / The Girl from Missouri
- 1934 — Дети в стране игрушек / Babes in Toyland
- 1934 — Гламур / Glamour
- 1935 — Фриско Кид / Frisco Kid